# Arraigo (banda)
Arraigo es una banda de folk metal reconocida por su mezcla de folklore argentino y metal pesado, formada en 2004. 
Han lanzado álbumes como Fronteras y Horizontes (2012), Nosotrosacayahora (2017) y CrioYo (2024). Ha participado en eventos como Metal Para Todos y Cosquín Rock, siendo reconocida dentro de la escena del folk metal en Argentina.

## Historia
La banda surge con el objetivo de explorar las raíces musicales argentinas y latinoamericanas, integrándolas en el género del metal. La banda comenzó a fusionar sonidos del folklore tradicional con el metal, explorando un concepto poco común en la escena musical local. 
En 2006 lanzaron su primer EP, "Rancho Sur", el cual marcó el inicio de su recorrido en el género del folk metal. Este material ya mostraba su visión artística: canciones que mezclaban ritmos como la chacarera y la zamba con riffs y estructuras propias del metal extremo. A medida que avanzaban en su carrera, la banda continuó explorando nuevas sonoridades y temáticas.
El lanzamiento de su álbum "Fronteras y Horizontes" en 2012 consolidó su identidad musical y les permitió alcanzar un público más amplio. Este trabajo incluye influencias del metal pesado argentino, el rock progresivo y el folklore argentino, siendo un punto clave en la trayectoria de la banda.
En 2017 publicaron el álbum "Nosotrosacayahora", una obra más madura que combina la energía del metal con las tradiciones musicales argentinas, consolidando su lugar en la escena del folk metal. El disco aborda temas culturales, sociales y de conexión con las raíces latinoamericanas.
Tras varios años de trabajo y evolución, en 2024 lanzaron "CrioYo", un disco que representa una nueva etapa en la historia de Arraigo. Este álbum profundiza en la fusión de ritmos folklóricos con el metal y aborda temáticas relacionadas con la identidad cultural argentina contemporánea. CrioYo ha sido reseñado positivamente por seguidores y algunos medios especializados, posicionándose como uno de los lanzamientos más destacados del año en el género.

## Estilo musical
Arraigo combina géneros musicales como tango, samba, cumbia y folklore andino con elementos de metal. Sus composiciones incluyen estilos que van desde zambas tradicionales hasta rock progresivo.

### Discografía
- Rancho Sur (EP, 2006)
- Fronteras y Horizontes (Álbum, 2012)
- Cinco (EP, 2014)
- Nosotrosacayahora (Álbum, 2017)
- CrioYo (Álbum, 2024)

## Integrantes
- Pablo Trangone: Voz - Derbaque - Leguero
- Mariano Perret: Guitarras - Charango - Voz
- Leandro Ramogida: Guitarra y Voz
- Federico Prieto: Batería
- Leonardo Adamini: Bajo